# Teoría prospectiva
La teoría prospectiva o teoría de las perspectivas (prospect theory) fue desarrollada en 1979 por los psicólogos Daniel Kahneman (Premio en Ciencias Económicas en memoria de Alfred Nobel en el año 2002, fallecido en 2024) y Amos Tversky (fallecido en 1996). Esta teoría permite describir cómo las personas toman sus decisiones en situaciones donde deben decidir entre alternativas que involucran riesgo, por ejemplo decisiones financieras. Partiendo de evidencia empírica, la teoría describe cómo los individuos evalúan las potenciales pérdidas y rentabilidad.

## Principios básicos; comparación con la teoría económica estándar
1. La evaluación de un resultado es relativa a un punto de referencia neutral, que a veces se denomina nivel de adaptación. Para resultados monetarios, el punto de referencia habitual es el statu quo (el nivel de riqueza actual), pero puede ser también el resultado esperado. Resultados mejores que el punto de referencia se consideran ganancias; por debajo del punto de referencia, son pérdidas. Una demostración convincente de este principio sería la siguiente. Coloquemos tres cuencos alineados, llenemos de agua muy fría el de la izquierda, de agua caliente el de la derecha, y de agua a temperatura ambiente el intermedio. Si sumergimos una mano en agua fría y la otra en agua caliente durante un minuto, y luego las dos manos en el cuenco intermedio, sentiremos una sensación caliente en una mano y fría en la otra.
2. La sensibilidad a los cambios es decreciente, tanto para las dimensiones sensoriales como para los cambios en la riqueza. Por ejemplo, la diferencia subjetiva entre 900 y 1000 dólares parece mucho menor que la diferencia entre 100 y 200 dólares.
3. Aversión a la pérdida. Cuando se ponderan ganancias y pérdidas del mismo calibre, estas últimas 'pesan' más. Es decir, la valoración subjetiva de una pérdida es mayor que la de una ganancia objetivamente equivalente. Para ilustrar este principio considere un juego en el que se lanza una moneda. Si la moneda muestra cruz, pierde 100 dólares. Si sale cara, gana 150 dólares. Aunque el valor esperado del juego es obviamente positivo, porque se gana más que se pierde, muchos individuos no participarían en este juego. Para ellos, el daño de perder 100 dólares es más intenso que el placer de ganar 150 dólares.

Los anteriores principios pueden contrastarse con la teoría de la utilidad esperada, estándar en el análisis económico de la decisión con riesgo. Cuando se aplica esta teoría es habitual suponer que el nivel de riqueza final es la única consecuencia relevante para el decisor. Por tanto, no importan las variaciones sino el inventario final de riqueza; en este sentido no hay un punto de referencia. Este supuesto tiene implicaciones diferentes a las de la teoría prospectiva. Por ejemplo, utilidad esperada predice que estarán igual de satisfechas una persona que pierde 500€ y se sitúa en 1000€ que otra que gana 500€ y se sitúa en 1000€, pues los dos acaban teniendo la misma riqueza final.  Por el contrario, el primer principio de la teoría de las perspectivas indica que la primera estará mucho menos satisfecha que la segunda: Una ha perdido y otra ha ganado. 
Cabe añadir que la teoría de las perspectivas también contradice la hipótesis de aversión al riesgo de la teoría estándar, puesto que en la teoría de las perspectivas los individuos son amantes del riesgo en el terreno de las pérdidas y aversos al riesgo en el dominio de las ganancias, como se explica en más detalle abajo, al comentar el denominado 'patrón de cuatro'.

## Formalización teórica

### Modelo
La fórmula de Kahneman y Tversky asume que la fase de evaluación está dada por:

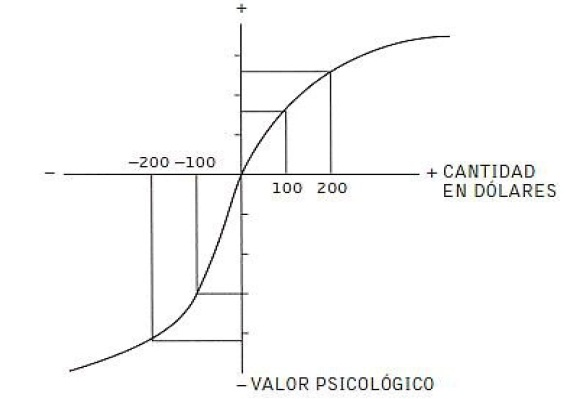
La gráfica muestra el valor psicológico de las ganancias y las pérdidas que son las «portadoras» del valor en la teoría de las perspectivas (a diferencia de lo que sucede en el modelo de Bernoulli, en el que la riqueza total es la portadora de valor). La gráfica tiene dos partes distintas, una a la derecha y otra a la izquierda respecto a un punto de referencia neutral. Un aspecto ostensible de ella es que tiene forma de S, la cual representa la disminución de la sensibilidad a las ganancias y a las pérdidas. Y también es evidente que las dos curvas de la S no son simétricas. La pendiente de la función cambia de manera abrupta en el punto de referencia: La respuesta a las pérdidas es más enérgica que la respuesta a las ganancias correspondientes. Ello expresa la aversión a la pérdida.

{\displaystyle U=w(p_{1})v(x_{1})+w(p_{2})v(x_{2})+\dots ,}, donde {\displaystyle x_{1},x_{2},\dots } son resultados potenciales y {\displaystyle p_{1},p_{2},\dots } son sus respectivas probabilidades.
“V” es llamada función de valor que asigna un valor a un resultado. La función (Presentada en la figura) de valor la cual cruza por el punto de referencia tiene forma de “S” y es asimétrica, y esta asimetría implica, dado la misma variación absoluta, hay un mayor impacto en las pérdidas que en las ganancias (aversión a la pérdida). En contraste con la teoría de la utilidad que mide las ganancias y las pérdidas pero no su valor absoluto.

La teoría describe que el proceso de decisión consiste de dos etapas, la edición y la evaluación. En la primera los posibles resultados son ordenados siguiendo un esquema heurístico. Luego las personas deciden cuáles resultados son vistos básicamente idénticos y fijan un punto de referencia y consideran los resultados más bajos como pérdidas y los más altos como ganancias. En la siguiente fase de evaluación las personas se comportan como si pueden valorar (la utilidad), basadas en los resultados potenciales y sus respectivas probabilidades y entonces escogerían la alternativa que tenga la mayor utilidad.

### Ejemplos
Ejemplo 1
Decisión 1: Hay dos alternativas, la A con la que se gana seguro 4.500€ y la opción B en la que se pueden ganar o 10 000€ o 0€, con una probabilidad del 50% cada una. ¿Elegiría A o B? A implica seguridad y B implica incertidumbre, es decir, tomar algún riesgo. 
Decisión 2: De nuevo hay dos alternativas, la C implica perder 4000€ con seguridad mientras que si se elige la D pueden perderse o 10 000€ o 0€, con probabilidades del 50%. Nuevamente deberíamos preguntarnos qué alternativa preferimos.
La mayoría de las personas eligen la opción A en la decisión 1, lo cual es coherente con la idea de que las personas son aversas al riesgo en el dominio de las ganancias. Es decir, prefieren aceptar 4.500€ seguros aunque el valor esperado (la suma de la probabilidad de cada ganancia multiplicada por su valor) de B sea de 5.000€.
Por el contrario la mayoría de la gente elige D en la decisión 2. Esto puede explicarse por la teoría prospectiva, que predice que las personas son amantes al riesgo en el dominio de las perdidas. Prefieren el riesgo de perder 10 000€ con una probabilidad del 50% a una menor pérdida segura de 4.000€. 
Comparando las decisiones en los dos entornos podríamos decir que, normalmente, las personas son prudentes cuando se trata de ganar y más arriesgadas cuando pueden perder. Observe por otra parte que según la teoría de la utilidad esperada una persona (i) suficientemente aversa al riesgo elegiría A y C, (ii) neutral al riesgo elegiría B y C, y (iii) suficientemente amante del riesgo elegiría B y D. Estas predicciones chocan con la evidencia, pues como se ha dicho la mayoría de nosotros elegiríamos las opciones A y D. 
Ejemplo 2
Decisión 1: ¿Qué elige usted? Ganar 900 euros seguro O 1.000 euros con un 90 por ciento de probabilidad.
Decisión  2: ¿Qué elige usted? Perder 900 euros seguro O 1.000 euros con un 90 por ciento de probabilidad.
En el problema 1 probablemente mostremos aversión al riesgo, como la gran mayoría de los humanos. El valor subjetivo de una ganancia de 900 euros es ciertamente mayor que el del 90 por ciento del valor de una ganancia de 1.000 euros. En el problema 2, la mayoría de los humanos elegirá jugar. La explicación de esta búsqueda del riesgo es la imagen especular de la explicación que señala la aversión al riesgo en el problema 1: el valor (negativo) de la pérdida de 900 euros es mucho mayor que el 90 por ciento del valor (negativo) de la pérdida de 1.000 euros. La pérdida segura suscita mucha aversión, y ello hace que se asuma el riesgo.
Ejemplo 3
Decisión 1: A lo que usted ya posee se le han añadido 1.000 dólares. Ahora le pedimos elegir una de estas opciones: 50 por ciento de posibilidades de ganar 1.000 dólares O recibir 500 dólares.
Decisión 2: A lo que usted ya posee se le han añadido 2.000 dólares. Ahora le pedimos elegir una de estas opciones: 50 por ciento de posibilidades de perder 1.000 dólares O perder 500 dólares.
Las decisiones 1 y 2 son idénticas si lo único que nos importa es la riqueza final que tengamos, tal y como suele asumir Utilidad Esperada. En ambos casos hay que elegir entre las mismas dos opciones: tener la certeza de aumentar la fortuna que se posee en 1.500 dólares o aceptar un juego en el que se tienen las mismas posibilidades de aumentarla en 1.000 o en 2.000 dólares. Pero si las decisiones fueran realmente percibidas como idénticas, entonces deberíamos elegir lo mismo en ambas. En experimentos con este tipo de decisiones, sin embargo, en la primera decisión se suele preferir lo seguro, mientras en la segunda se prefiere el riesgo. La teoría de las perspectivas puede explicar esto. En la decisión 1, el punto de referencia es superior en 1.000 dólares a la suma actual y en 2.000 dólares en la decisión 2. En la decisión 1, la suma de 1.500 dólares supone, por tanto, una ganancia de 500 dólares, mientras que en la decisión 2 supone una pérdida.

## Aplicaciones
Algunos comportamientos son observados en economía como el efecto de disposición o la reversión de la aversión al riesgo/búsqueda del riesgo en caso de ganancias o pérdidas (denominado el efecto reflejo), que puede también ser explicado por la teoría de la perspectiva.
El efecto de la seudocerteza implica que las personas pueden tener aversión al riesgo o aceptar un riesgo dependiendo de la cantidad implicada. Esta es una posible explicación al por qué la misma persona puede comprar una póliza de seguro y un boleto de lotería

La teoría de la perspectiva trata además sobre ciertas anomalías como el statu quo, el efecto de dotación y aversión a la pérdida. Cada una de estas anomalías se desarrolla dentro de un marco de referencia el cual usa al individuo para tomar decisiones. 

### Elstatu quo
Todo el tiempo estamos tomando decisiones; sin embargo, en determinadas ocasiones ninguna de las alternativas que se nos presentan nos genera mayor satisfacción al estado actual; por lo tanto, preferimos continuar con el mismo nivel de satisfacción. Por ejemplo, una persona lleva trabajando más de 15 años en una misma compañía y el gerente le ofrece subir el sueldo (de $3000 a $4000) pero deberá trasladarse a otra ciudad y no acepta. De otra compañía le hacen el ofrecimiento para trabajar cerca de la compañía en la que actualmente labora con un sueldo de $4000 y también rechaza la oferta. Esta persona está feliz en su trabajo, es feliz con su vida tal cual la lleva y por lo tanto no aceptará ninguna oferta que cambie su esquema de vida.

### El efecto de dotación
Este efecto está asociado al valor que le damos a determinadas cosas, el cual cambia nuestra perspectiva; por ejemplo, una persona compra una casa valorada en $100.000 y vive en ella hasta su vejez (actualmente valdría $50.000), sus hijos le ofrecen una casa mejor en otro sitio de la ciudad y rechaza la oferta, una compañía le ofrece $500.000 y les dice que solo va a dejar la casa cuando muera, porque en ella se siente feliz.

### La aversión a la pérdida
En esta anomalía la mayoría de las personas temen los efectos de las posibles pérdidas más que la anticipación de las posibles ganancias. Si en nuestro trabajo se corre el rumor acerca de un bono que les van a dar a todos por un valor de $2000, esto creará una gran expectativa y situará su punto de referencia en $2000, entonces cualquier cantidad por encima de este valor será percibido como ganancia y cualquier valor por debajo será percibido como una pérdida.
Otro ejemplo para explicar estos comportamientos podría ser el de una persona que se encuentra $10 en la calle. Con este dinero se pueden construir varios escenarios, podría comprar varios boletos de lotería y considerar que es una buena inversión y estaría feliz aunque no se obtenga nada (lo más probable es que no gane) o podría extraviarlos en cuyo caso estaría muy triste por la pérdida. Este dinero fue obtenido por casualidad y sin importar cuál de las dos alternativas tome, no debería ser percibido como una pérdida puesto que no era su dinero, el sentimiento habría sido el mismo aunque hubiese sido su propio dinero. 
El ejemplo anterior ayuda también a entender la aversión a la pérdida, si bien el encontrar el dinero representa una sensación positiva, la pérdida de este produce una sensación negativa que impacta más al individuo que la positiva, a pesar de que el valor absoluto sea igual para ambas.

## Patrón de cuatro
Siempre que hacemos evaluación global de un objeto complejo, sopesamos todas sus características, y unas características influyen más que otras en nuestra estimación. De forma similar, ante una situación incierta analizamos todos los posibles resultados. El principio de la expectativa no muestra como realmente piensan las personas respecto a probabilidades relacionadas con determinados riesgos. Mientras el principio de la expectativa muestra que la utilidad aumenta exactamente en la misma cuantía en la que aumenta la probabilidad de algo, la realidad es que no es así. Así por ejemplo, el cambio de que no haya absolutamente probabilidad de que algo ocurra a que la haya aunque sea muy pequeña supone mucha más utilidad para nosotros, es el efecto de posibilidad. Cuando una probabilidad cambia del 95% al 100% la utilidad que le damos es mayor, es el efecto certeza.
El economista Maurice Allais (1911-2010) mostró al público esta teoría que entraba en divergencia con respecto a la teoría de la utilidad esperada, ampliamente aceptada por los economistas. La teoría de la utilidad esperada es un modelo que representa la toma de decisiones con incertidumbre de manera racional, cada resultado posible se puede cuantificar en términos útiles y representarse a través de la función de utilidad.
Los individuos dan más valor a las ganancias y a las pérdidas que a la riqueza, y los valores decisorios que se asignan a los resultados son diferentes de los de las probabilidades. Estas ideas en combinación explicaban un patrón de referencias que Daniel Kahneman y Amos Tversky denominaron patrón de cuatro.
En el patrón, los renglones superiores de cada celda muestran una situación ilustrativa y los renglones inferiores muestran como se comportan la mayor parte de las personas ante respectivas situaciones.
|                                        | Ganancias | Pérdidas |
| Alta probabilidad (efecto certeza)     | 95% de probabilidad de ganar 50000$ o 100% de probabilidad de ganar 44000$. Miedo a la decepción. AVERSIÓN AL RIESGO. Elige la opción de 100% de ganar 44000$. | 95% de probabilidad de perder 50000$ o 100% de probabilidad de perder 44000$ Esperanza de evitar la pérdida. BÚSQUEDA DEL RIESGO. Elige la opción de 95% de perder 50000$. |
| Baja probabilidad (efecto posibilidad) | 5% de probabilidad de ganar 10000$ o 100% de ganar 550$ Esperanza de una gran ganancia. BÚSQUEDA DEL RIESGO. Elige la opción de 5% de ganar 10000$..           | 5% de probabilidad de perder 10000$ o 100% de probabilidad de perder 550$. Miedo de una gran pérdida. AVERSIÓN AL RIESGO. Elige la opción de 100% perder 550$.             |

Cuando el individuo tiene una alta probabilidad de ganar una recompensa (95%) y pequeña de perder (5%), experimenta aversión al riesgo porque sobrevalora la probabilidad de perder. Esto va a influir de tal manera que es muy posible que quiera ganar menos pero de forma segura. Esto se conoce como efecto certeza. Estos parámetros se evalúan de una manera muy personal y para exponerse al riesgo cada persona tendrá una cantidad establecida que compense ese riesgo. Un ejemplo es cuando se lee el folleto informativo de un medicamento para una enfermedad, y vemos que hay una gran probabilidad de curarse con él pero otra muy pequeña de que se produzcan efectos secundarios, y como consecuencia surja el planteamiento de si sería buena decisión tomarlo o no.
Si el individuo tiene una alta probabilidad de perder (95%) y una muy pequeña de no perder, buscará el riesgo, aunque exista una opción en la que se pierda de manera segura pero menos dinero, simplemente porque sobrestima esa probabilidad de que pueda conseguir no perder, es el efecto posibilidad. Un ejemplo sería un jugador de póquer en un casino que lleva una racha de malas jugadas y va a perder bastante dinero, pero decide continuar jugando con la esperanza de que a la siguiente pueda ganar.
Cuando hay una pequeña probabilidad de ganar (5%), puede resultar muy atractiva y hace que se busque el riesgo, aquí actúa también el efecto posibilidad. Un ejemplo muy claro son las loterías, la gente quiere participar porque sobrevaloran una posibilidad ínfima de ganar una cantidad muy alta y atrayente.
Por último, se nos plantea la posibilidad de que tengamos muy poca probabilidad de perder (5%). Este pequeño porcentaje, ejerce una gran influencia en nuestras decisiones, ya que es la diferencia entre que exista esa posibilidad y que no. Un ejemplo muy interesante, es el del mundo de los seguros. La gente está dispuesta a pagar bastante por éstos y cubrirse frente a esa pequeña probabilidad de que les ocurra un accidente.
Los neurocientíficos han confirmado estas observaciones al ver zonas del cerebro que funcionan de manera diferente ante la probabilidad de ganar un premio. La respuesta del cerebro es similar a los valores decisorios (las preferencias de las personas valorando la distintas probabilidades de ganar un premio determinado). Barron y Erev (2003), Erev y Barron (2005) y Avineri y Prashker (2005) también informaron la aplicabilidad negativa de la teoría prospectiva en experimentos iterativos basados en la retroalimentación. Un estudio realizado en la Universidad de Tongji (Shanghái, China) ha añadido evidencia experimental sobre este tema, al hacer cuestiones a jóvenes de entre 18 y 27 años sobre los viajes en medios de transporte.
Esta teoría entra en contradicción con la utilidad esperada (que supone que el nivel de utilidad depende del nivel de riqueza absoluto que se obtenga), ya que al decisor le van a importar más las pérdidas o ganancias que pueda tener respeto a cierto punto de referencia. La teoría de las perspectivas también se contradice con la aversión al riesgo, el riesgo se preferirá en el dominio de las pérdidas y se rechazará en el dominio de las ganancias.